# フランシス・ムア・ラッペ

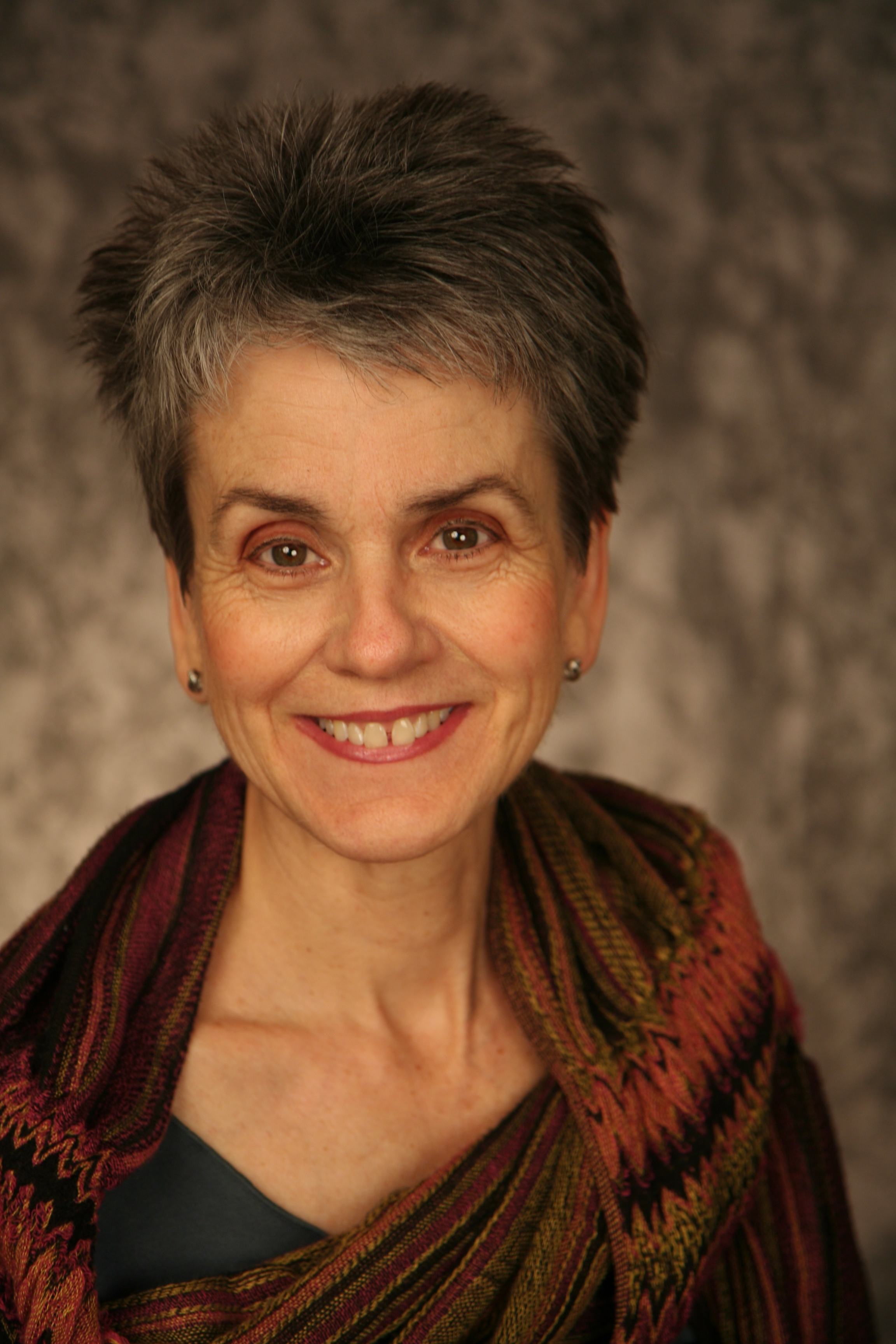
2007年

フランシス・ムア・ラッペ（Frances Moore Lappé、1944年 - ）は、飢餓と食糧問題に関する世界的に有名なアメリカ合衆国の専門家である。
飢餓の問題は、貧困を原因とする政治的な問題であることを告発した『小さな惑星の緑の食卓』はミリオンセラーとなり、各国に翻訳された。

## 概要
1960年代末から、食糧の供給能力の限界について調べるうちに、自分自身が限界に近づけてしまっていることを知った。1ポンドの牛肉を生産するのに16ポンドの飼料が必要であり、1968年のアメリカだけで世界で不足している量のタンパク質を消費し、もしこのような生活を世界中で行えば今の3倍の穀物が必要となることが分かった。どれだけ生産しても人間が食べて栄養になるものを動物に与えることで富めるものが浪費してしまう富の格差が、飢餓の根本的な原因であり政治的な問題であると主張した。また、農薬による環境破壊、農薬が食物連鎖によって生物濃縮されているという懸念、健康のため、といった理由からも植物性タンパク質の多い食事を提案した。後の版でも改訂されているが、当初の『小さな惑星の緑の食卓』では植物によるタンパク質必要量の計算が複雑になっており、難しそうなイメージを与えてしまっているとの指摘がある。
『権力構造としての<人口問題>』では、人口爆発を抑制するためには女性の地位の向上が必要であると主張している。

## 著書
- フランシス・ムア・ラッペ『小さな惑星の緑の食卓』 奥沢喜久栄訳、講談社、1982年。ISBN 978-4061426689。
- フランセス・ムア・ラッペ、ジョセフ・コリンズ『食糧第一-食糧危機神話の虚構性を衝く』 三一書房、1982年。
- フランセス・ムア・ラッペ、ジョセフ・コリンズ 『世界飢餓の構造-いま世界に食糧が不足しているか』 鶴見宗之介訳、三一書房、1988年。ISBN 978-4380882210。
- フランシス・ムア・ラッペ、レイチェル・シュアマンほか『権力構造としての<人口問題>』新曜社、1998年。ISBN 978-4788506466。

## 関連
- 飢餓
- フェミニズム